# Hemipus
Hemipus Hodgson, 1844 è un genere di uccelli della famiglia Vangidae.

## Distribuzione e habitat
Il genere è diffuso nel subcontinente indiano, nel sud-est asiatico e nel sud della Cina.

## Tassonomia
Il genere Hemipus veniva in passato inquadrato tra i Campefagidi. Studi di sequenziamento del DNA hanno rivelato affinità con il genere Tephrodornis (ex Campephagidae) e con il genere Philentoma (ex Monarchidae); i tre generi, temporaneamente segregati nella famiglia Tephrodornitidae Moyle et al., 2006, sono stati recentemente inclusi nella famiglia Vangidae.
Comprende le seguenti specie:
- Hemipus picatus (Sykes, 1832) - averla pigliamosche alibarrate;
- Hemipus hirundinaceus (Temminck, 1822) - averla pigliamosche alinere.